# Sapromyza annulipes
Sapromyza annulipes är en tvåvingeart som beskrevs av Macquart 1851. Sapromyza annulipes ingår i släktet Sapromyza och familjen lövflugor. Inga underarter finns listade i Catalogue of Life.